# Foire aux oignons de Mantes-la-Jolie
Pour les articles homonymes, voir Foire aux oignons.

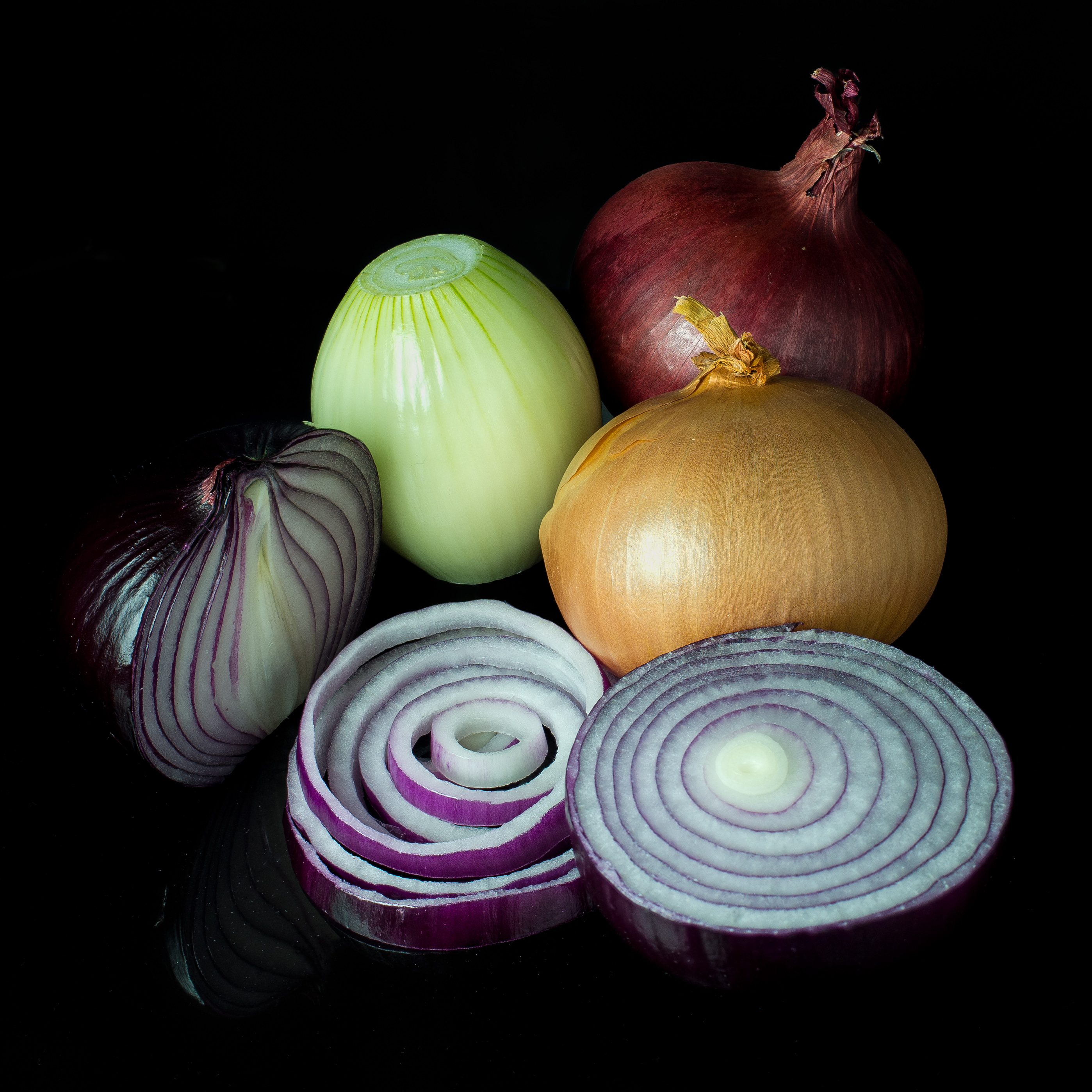
Oignons

La foire aux oignons est une manifestation annuelle, qui se tient en novembre ou décembre à Mantes-la-Jolie.

## Historique
Cette foire est l'une des plus anciennes foires de France, après Tournon (1309), puisque la première édition daterait de l'époque de la guerre de Cent Ans à savoir 1448 ou 1449. Il est dit que Charles VII, aurait permis aux villageois, en remerciement de leur loyauté à la couronne, d'organiser une fois par an une foire. Celle-ci appelée Foire Saint-André à l'origine, prend son nom actuel à la Révolution française.
La vente d'oignons était très importante jusqu'au milieu du XIXe siècle, et il existait même une expression ou dicton :

« Mes amis, veuillez m'en croire,
  
Il faut quitter nos maisons,

Car à Mantes, c’est la foire,
  
La grande foire aux Oignons... »

Elle se situe en centre ville. Si cette foire était initialement focalisée sur l'oignon, elle est devenue plus généraliste et présente des stands d'alimentation, vêtements, artisanat et autres. Des animations sur le thème du Moyen Âge sont également organisées : métiers, cuisine, activités d'antan, chevaliers en armes, démonstration de fauconnerie, musique traditionnelle etc. Chaque année est confectionnée une soupe aux oignons qui est servie avec des boissons naturelles faites par les associations de la ville. La confrérie du Taste-Oignon, association créée en 2009 intronise chaque année ses nouveaux chevaliers .
En raison des problèmes de sécurité en France liés aux attentats, la préfecture décide d'annuler l'édition 2015.
L'édition 2020, initialement prévue le 21 novembre 2020, a été annulée du fait du contexte sanitaire lié à l'épidémie de covid-19.